# Élie Fréron
Élie Catherine Fréron (ur. 20 stycznia 1718 w Quimper, zm. 10 marca 1776 w Montrouge) – francuski dziennikarz, krytyk i konserwatywny filozof, członek zagraniczny Akademii Stanisława w Nancy od 1753 roku.

## Życiorys
Jego ojcem był osiadły w Quimper od roku 1693 pochodzący z Agen, Daniel Fréron, matka zaś Marie-Anne Campion urodzona w mieście Pont-l’Abbé, spokrewniona z poetą XVII wieku Malherbe'm, Fréron studiował w Quimper potem u jezuitów w Lycée Louis-le-Grand. Jego nowicjat nastąpił w roku 1737.
Abbé Pierre Desfontaines dopuścił go do redagowania swych Observations sur les écrits modernes. Gdy Desfontaines zmarł w 1745, Fréron założył własne pismo: Lettres de la comtesse de ***. Edycje zakończył w 1749, po czym wydawał Lettres sur quelques écrits du temps ukazujące się aż do roku 1754, z jedną przerwą w roku 1751, kiedy Fréron przebywał przez krótki czas w więzieniu w zamku Vincennes z powodu nieuregulowania pewnych sum związanych z prowadzeniem pisma. Szybkie uwolnienie zawdzięczał ówczesnemu Strażnikowi Pieczęci (Garde des Sceaux), którą to funkcję piastował wówczas Jean-Baptiste de Machault d’Arnouville. W roku 1751 poślubił sierotę z Quimper, Thérèse Guyomar. Ich synem był Louis-Marie Stanislas Fréron (1754–1802) który odegrał pewną rolę podczas Rewolucji Francuskiej.

### L’Année littéraire

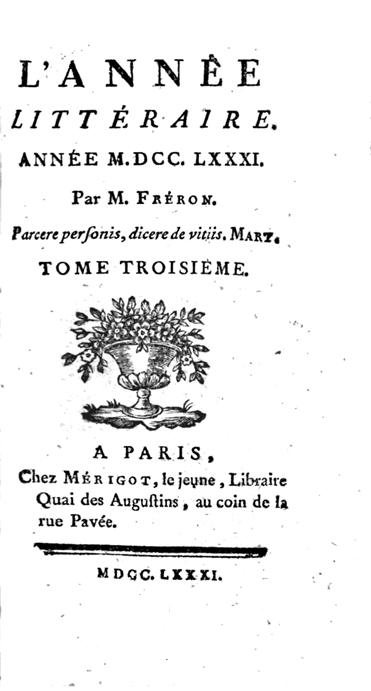
„L’Année littéraire” – wydanie z 1781 roku

W roku 1754, Fréron założył L’Année littéraire, który był dziełem jego życia i który prowadził do śmierci w roku 1776. Zwalczał na jego łamach radykalne poglądy Encyklopedystów i les Philosophes, broniąc religii i Monarchii. Pismo odniosło sukces i Freron kupił sobie wspaniały dom przy paryskiej rue de Seine, został filantropem i wspomagał biednych. W swym pięknym domu miał zaszczyt gościć pierwszego ministra księcia de Choiseul, księcia Orleanu i Stanisława Leszczyńskiego.
Atakował przede wszystkim Woltera (Voltaire), m.in. w swych pismach: Lettres sur quelques écrits du temps i sublime dans quelques-uns de ses écrits, rampant dans toutes ses actions ». Krytyka była często bardzo surowa, lecz utrzymana w grzecznym i kulturalnym tonie.

### Zemsta filozofów
Voltaire, który zawsze źle znosił krytykę, zareagował bardzo gwałtowną satyrą: Le Pauvre diable i sztuką teatralną: Le Café, ou l'Écossaise (1760), w której Fréron został określony jako Wasp (po angielsku : „osa”), szpieg i oszczerca gotowy sprzedać każdego. Fréron była na dwóch pierwszych przedstawieniach: jego żona zemdlała pod wpływem gwałtowności ataku scenicznego, lecz on sam nie stracił zimnej krwi i zamieścił poprawną, ironiczną „chłodną” (negatywną) recenzję sztuki. Voltaire pisał epigramy przeciw krytykowi, oto jeden z nich :
L’autre jour au fond d'un vallon,
Un serpent piqua Jean Fréron ;
Que croyez-vous qu'il arriva ?
Ce fut le serpent qui creva.
Voltaire i filozofowie użyli przeciw Freronowi swych stronników na dworze, jak np. dyrektora królewskiej biblioteki Lamoignon-Malesherbesa. Fréron zmobilizował swoich: (Maria Leszczyńska i Stanisław Leszczyński, który mimo dobrych relacji z filozofami cenił go wysoko. Pomimo tego, L’Année littéraire był wielokrotnie zawieszany a sam dziennikarz spędził kilka dni w Bastylii i w For-l'Évêque. Pismo na razie przetrwało. W roku 1766, Fréron ożenił się powtórnie poślubiając Annette (zwaną Annetic) Royou, która wspierała go w walce o utrzymanie pisma. W końcu jednak Garde des Sceaux, Armand Thomas Hue de Miromesnil, zarządził w roku 1776 zniesienie L’Année littéraire. Zaszczuty przez filozofów Fréron zmarł wskutek szoku i niepowodzeń na zawał.

## Dzieła
- Histoire de Marie Stuart, współautorem był abbé François-Marie de Marsy, 1742
- Ode sur la bataille de Fontenoy, 1745
- Lettres de la comtesse de *** , 1746
- Lettres sur quelques écrits de ce temps, wspólnie z abbé Josephe'm de La Porte, 1749-1750 et 1752-1754, 13 vol.
- Opuscules, 1753, 3 vol.
- L’Année littéraire, 1754–1790, 290 vol.
- Histoire de l’empire d’Allemagne, 1771, 8 vol.